# Toivo Kuula

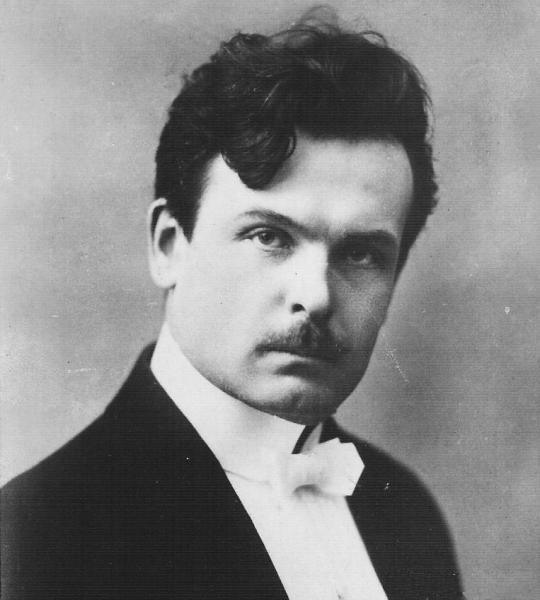
Toivo Kuula

Toivo Kuula (Vaasa, 7 juli 1883 – Viipuri 18 mei 1918) was een Finse componist en fel voorstander van de Finse onafhankelijkheid. Finland vormde tijdens zijn gehele leven een groothertogdom in unie met Rusland. 
Zijn muzikale opleiding kreeg hij van Martin Wegelius (1900-1903), maar begon pas serieus toen hij de goedkeuring kreeg van Selim Palmgren. Hij kreeg vervolgens les van Jean Sibelius en kreeg zowaar in 1908 een avondvullende programma met alleen zijn muziek. Vervolgens vertrok Kuula naar Italië, maar werd toen vooral beïnvloed door Claude Debussy en de andere Franse impressionisten. Na Italië volgde nog Duitsland. Eenmaal terug verdween de Franse invloed en bleef Kuula in een romantische stijl componeren.
Kuula is in zijn muziek nauwelijks losgekomen van zijn woonomgeving; Ostrobothnia. In 1918 kwam Kuula te overlijden als gevolg van een schietincident; 18 dagen nadat hij getroffen was op Walpurgisnacht om de zege in de Finse Burgeroorlog te vieren.
Toivo Kuula had als tweede vrouw zangeres Alma Silventoinen, waarmee hij ook optrad.

## Oeuvre

### Met opusnummer
- Op.1 Vioolsonate
- Op.2 Vijf liederen voor stem en piano (ook als kamermuziek)
- Op.3a Vijf  stukken voor viool en piano: I. Wiegelied, II. Nocturne, III. Volksliedje (I), IV. Volksliedje (II), V. Scherzino
- Op.3b Drie pianostukken: I. Elegie II. trouwmars, III. Kleine gavotte
- Op.3c Toneelmuziek bij "Isä ja Tytär"
- Op.4 Bundeling van acht liederen voor mannenkoor a capella
- Op.5 Lapuamars
- Op.6 Twee liederen voor stem en piano
- Op.7 Piano Trio
- Op.8 Twee liederen voor stem en piano
- Op.9 Zuid-Oost-Botnische suite nr. 1
- Op.10 Prelude en fuga
- Op.11 Zeven liederen voor koor
- Op.12 'Merenkylpijäneidot' ("Sea-Bathing Maids") voor stem en orkest/piano
- Op.13 Feestmars voor orkest/piano
- Op.14 'Orjan poika' ("Son of a Slave") – symfonisch gedicht voor sopraan, bariton,koor en orkest (waaruit een driedelige suite voor orkest)
- Op.15 Cantata 'Kuolemattomuuden toivo' ("Hoop op onsterfelijkheid")
- Op.16a Twee liederen voor stem en piano
- Op.16b Twee stukken voor orgel: I. Prelude, II. Intermezzo
- Op.17a Zuid Ostrobothniaanse danssuites I & II voor viool en piano
- Op.17b Twaalf Zuid Ostrobothniaanse volksdansen voor stem/viool en piano
- Op.17c Twee stukken voor viool en piano: I. Scherzo, II. Melodia lugubre
- Op.18 'Impi ja pajarin poika' ("The Maiden and the Son of a Blacksmith") voor stem en orkest/piano
- Op.19 Drie sprookjesbeelden voor piano
- Op.20 Zuid-Oost-Botnische suite nr. 2
- Op.21 Drie Liederen voor koor
- Op.22/1-2 Twee stukken voor cello en orkest: I. Chanson sans paroles, II. Elegie(Suru)
- Op.22/1-2 Twee stukken voor viool/cello en piano: I. Chanson sans paroles, II. Elegie (Suru)
- Op.22/3 Song voor stem en piano
- Op.23 Vier liederen voor stem en piano
- Op.24 Vier liederen voor stem en Piano
- Op.25 Stabat Mater voor koor en orkest (onvoltooid)
- Op.26 Zes pianostukken: I. Round Dance, II. Pastorale Atmosphere, III. Dance Improvisation, IV. Nocturne, V. Rauha (Adagio), VI. Funeral March
- Op.27a Bundeling van acht liederen voor mannenkoor a capella
- Op.27b Bundeling van negen liederen voor mannenkoor a capella
- Op.28/1-2 Twee stukken voor Brassband: I. At the Mountain, II. A Tune
- Op.28/4 March of the Cudgelmen voor koor met of zonder orkest
- Op.29a Drie liederen voor stem en [iano
- Op.29b Vier liederen voor koor
- Op.29c Twee liederen voor mannenkoor
- Op.30a Tonnelmuziek voor 'Kandaules'
- Op.30b Toneelmuziek voor 'Medicit'
- Op.30c Tonnelmuziek voor 'Taikapeili' ("The Magic Mirror")
- Op.31a Twee liederen voor stem en orkest/piano
- Op.31b Vier liederen voor koor
- Op.32 Toneelmuziek voor 'Meripoikia' ("The Sea Boys")
- Op.33 March of the Carburators voor piano (onvoltooid)
- Op.34a Zeven liederen voor mannenkoor
- Op.34b Drie liederen voor koor
- Op.35 Drie liederen voor stem en orkest
- Op.36 Symfonie (onvoltooid): Introduction
- Op.37 Twee liederen; transcriptie voor piano

### Zonder opusnummer
+ Zes pianostukken (twee onvoltooid)
+ Zes orkeststukken (twee onvoltooid)
+ Vierentwintig stukken voor kamerensemble (vijf onvoltooid)
+ Vierentwintig liederen (drie onvoltooid)
+ Feestcantate

## Bron
- Engelstalige Wikipedia;
- uitgave Alba Records Oy

- Bibsys: 90135654
- Bibliothèque nationale de France: cb139363063 (data)
- CiNii: DA09473125
- Gemeinsame Normdatei: 129926396
- International Standard Name Identifier: 0000 0000 8365 5256
- Library of Congress Control Number: n84126613
- Nationale Bibliotheek van Letland: 000055680
- MusicBrainz: b448240c-4be0-4e4b-8e5e-923d672cf909
- Nationale Bibliotheek van Tsjechië: mzk2014826034
- Nationale Bibliotheek van Israël: 987007520595605171
- Nederlandse Thesaurus van Auteursnamen: 104860200
- Réseau des bibliothèques de Suisse occidentale: 02-A003481682
- Système universitaire de documentation: 16627674X
- Virtual International Authority File: 24790952
- WorldCat: E39PBJwMyFMWDhWw7Ypw9tBF8C